# Molinot
Molinot est une commune française située dans le canton d'Arnay-le-Duc du département de la Côte-d'Or, en région Bourgogne-Franche-Comté.

## Géographie

### Climat
Pour des articles plus généraux, voir Climat de la Bourgogne-Franche-Comté et Climat de la Côte-d'Or.
En 2010, le climat de la commune est de type climat océanique dégradé des plaines du Centre et du Nord, selon une étude du Centre national de la recherche scientifique s'appuyant sur une série de données couvrant la période 1971-2000. En 2020, Météo-France publie une typologie des climats de la France métropolitaine dans laquelle la commune est exposée à un climat océanique altéré et est dans une zone de transition entre les régions climatiques « Lorraine, plateau de Langres, Morvan » et « Bourgogne, vallée de la Saône ». 
Pour la période 1971-2000, la température annuelle moyenne est de 10 °C, avec une amplitude thermique annuelle de 16,7 °C. Le cumul annuel moyen de précipitations est de 851 mm, avec 12,1 jours de précipitations en janvier et 7,6 jours en juillet. Pour la période 1991-2020, la température moyenne annuelle observée sur la station météorologique de Météo-France la plus proche, « La Rochepot », sur la commune de La Rochepot à 9 km à vol d'oiseau, est de 10,6 °C et le cumul annuel moyen de précipitations est de 849,5 mm,. Pour l'avenir, les paramètres climatiques de la commune estimés pour 2050 selon différents scénarios d'émission de gaz à effet de serre sont consultables sur un site dédié publié par Météo-France en novembre 2022.

## Urbanisme

### Typologie
Au 1er janvier 2024, Molinot est catégorisée commune rurale à habitat dispersé, selon la nouvelle grille communale de densité à 7 niveaux définie par l'Insee en 2022.
Elle est située hors unité urbaine et hors attraction des villes,.

### Occupation des sols
L'occupation des sols de la commune, telle qu'elle ressort de la base de données européenne d’occupation biophysique des sols Corine Land Cover (CLC), est marquée par l'importance des territoires agricoles (58,5 % en 2018), une proportion sensiblement équivalente à celle de 1990 (58,7 %). La répartition détaillée en 2018 est la suivante :
prairies (43,6 %), forêts (39,5 %), zones agricoles hétérogènes (12,9 %), zones urbanisées (2 %), terres arables (2 %). L'évolution de l’occupation des sols de la commune et de ses infrastructures peut être observée sur les différentes représentations cartographiques du territoire : la carte de Cassini (XVIIIe siècle), la carte d'état-major (1820-1866) et les cartes ou photos aériennes de l'IGN pour la période actuelle (1950 à aujourd'hui).

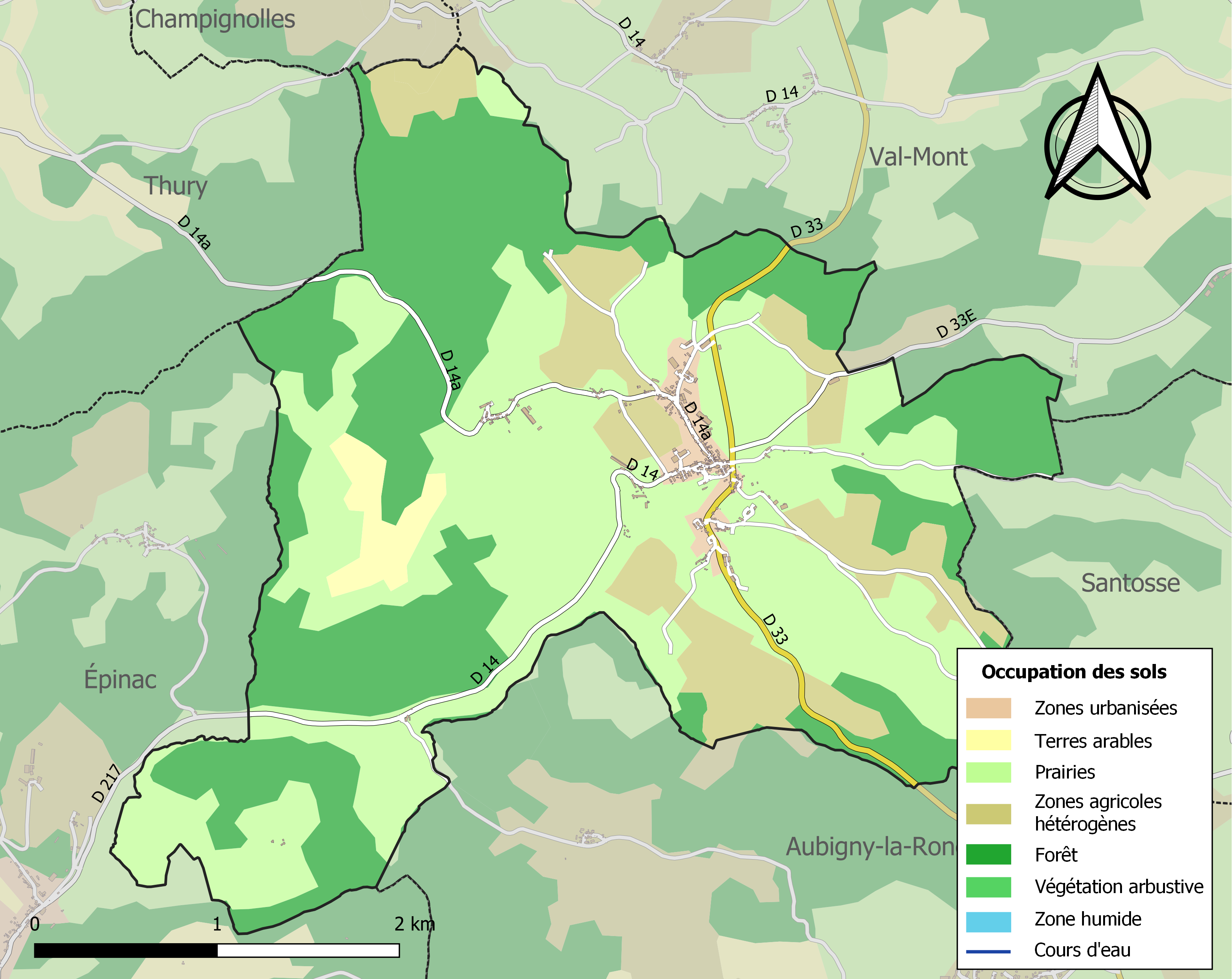
Carte des infrastructures et de l'occupation des sols de la commune en 2018 (CLC).

## Toponymie
De la langue d'oïl molinet, « petit moulin ».

## Histoire
Le village est situé sur le grand chemin de Beaune à Autun à la croisée de celui d'Arnay-le-Duc à Nolay. Un hôtelier y prospère (Toussaint de La Grange en 1544). Au XVIe siècle, Molinot est la propriété de la famille d'Aumont par ailleurs détentrice des seigneuries de Nolay et de Couches. Les actes notariés montrent que la majorité de l'habitat est couvert de toits de chaume, et que les maisons installées sur rue, ont leur jardin sur l'arrière.
Un notaire (de la Chère puis Navetier) y réside aux XVIIe et XVIIIe siècles, avec un chirurgien (Grillot, Navetier).
Les religieuses de l'abbaye Saint-Andoche d'Autun avaient un patrimoine foncier sur le finage.
L'église paroissiale dispose de deux chapelles. L'une d'entre elles sert à inhumer la famille de La Grange.

## Politique et administration
| Période                                  | Période    | Identité           | Étiquette | Qualité |
| ---------------------------------------- | ---------- | ------------------ | --------- | ------- |
| mars 2008                                | en cours   | Christian Poulleau |           |         |
| 1997                                     | 2006       | Michel Revenu      |           |         |
| vers 1970                                | après 1988 | Bernard Poulleau   |           |         |
| Les données manquantes sont à compléter. |            |                    |           |         |

## Démographie
L'évolution du nombre d'habitants est connue à travers les recensements de la population effectués dans la commune depuis 1793. Pour les communes de moins de 10 000 habitants, une enquête de recensement portant sur toute la population est réalisée tous les cinq ans, les populations de référence des années intermédiaires étant quant à elles estimées par interpolation ou extrapolation. Pour la commune, le premier recensement exhaustif entrant dans le cadre du nouveau dispositif a été réalisé en 2008.

En 2022, la commune comptait 166 habitants, en évolution de +9,21 % par rapport à 2016 (Côte-d'Or : +0,82 %, France hors Mayotte : +2,11 %).
| 1793 | 1800 | 1806 | 1821 | 1831 | 1836 | 1841 | 1846 | 1851 |
| ---- | ---- | ---- | ---- | ---- | ---- | ---- | ---- | ---- |
| 441  | 519  | 509  | 511  | 613  | 588  | 644  | 672  | 723  |

| 1856 | 1861 | 1866 | 1872 | 1876 | 1881 | 1886 | 1891 | 1896 |
| ---- | ---- | ---- | ---- | ---- | ---- | ---- | ---- | ---- |
| 726  | 700  | 682  | 605  | 620  | 558  | 547  | 574  | 507  |

| 1901 | 1906 | 1911 | 1921 | 1926 | 1931 | 1936 | 1946 | 1954 |
| ---- | ---- | ---- | ---- | ---- | ---- | ---- | ---- | ---- |
| 472  | 470  | 476  | 421  | 437  | 433  | 390  | 300  | 280  |

| 1962 | 1968 | 1975 | 1982 | 1990 | 1999 | 2006 | 2008 | 2013 |
| ---- | ---- | ---- | ---- | ---- | ---- | ---- | ---- | ---- |
| 256  | 242  | 245  | 186  | 153  | 157  | 152  | 150  | 148  |

| 2018 | 2022 | - | - | - | - | - | - | - |
| ---- | ---- | - | - | - | - | - | - | - |
| 163  | 166  | - | - | - | - | - | - | - |

## Culture locale et patrimoine

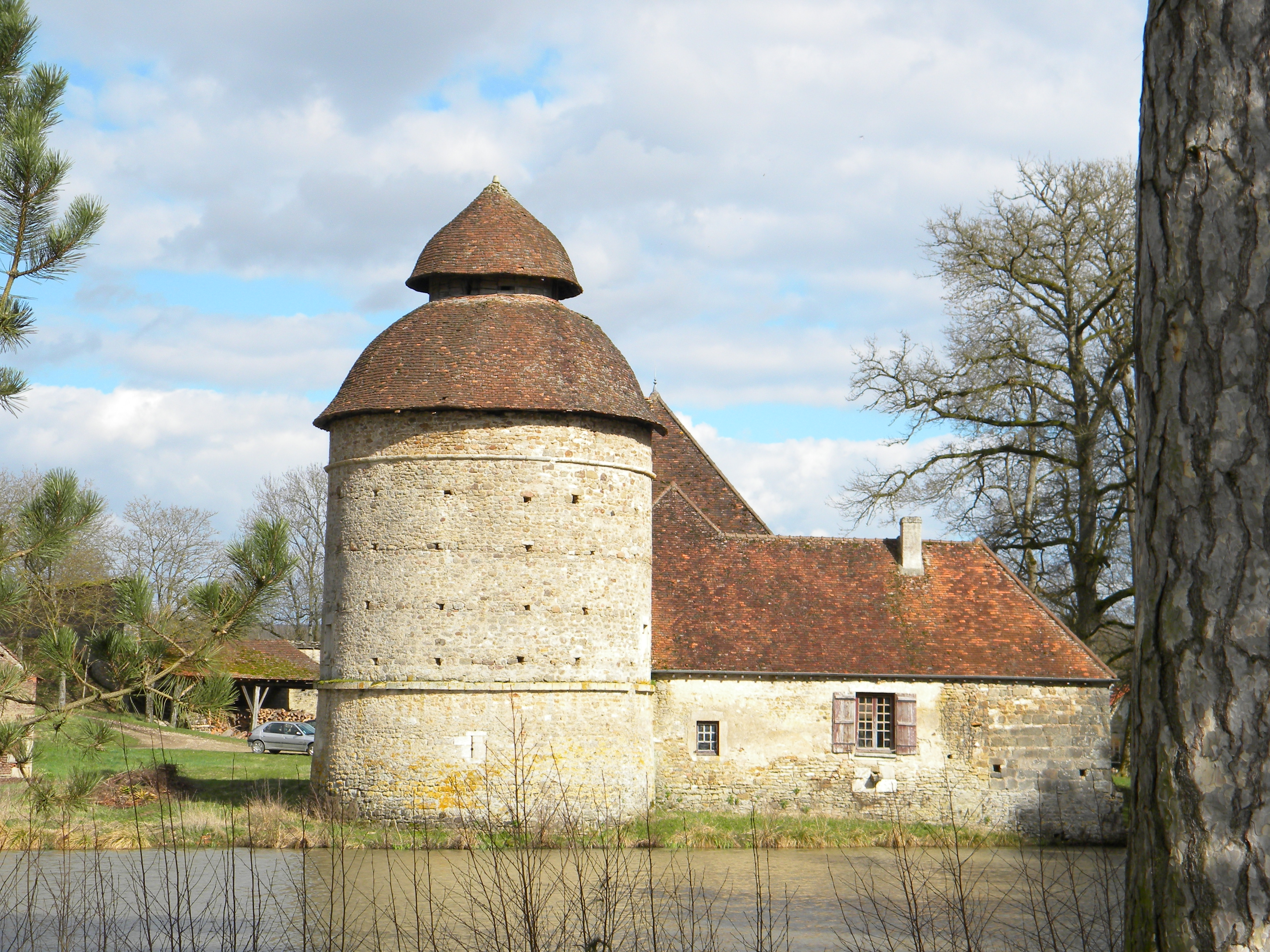
Tour colombère de Molinot

### Lieux et monuments
Le château a été édifié en 1346. Il reste en 2018 un grand bâtiment privé et une tour-colombier, récemment restaurée, partiellement visitable, gratuitement, au bord d'un étang.

### Personnalités liées à la commune
- Jehan Ladvisié. Domicilié à Molinot, le duc de Bourgogne le nomme en 1407 châtelain de Saint-Romain. Avec sa femme Jeannette, il fonde la chapelle Saint-Antoine en l'église paroissiale de Molinot en 1411. Cette chapelle sera ensuite sous le patronage de Pierre de Pierre-Villers héritier de feu Claude de Pierre-Villers, de Molinot, François de La Grange en 1559 (père du suivant), et Claude Monderoy (de Molinot). En 1647, le parlement de Dijon condamne Claude de La Cheze et Guy Grillot, tous deux gendres de Jehan de La Grange lieutenant général du bailliage d'Autun, à faire administrer la chapellenie, non par leurs fils respectifs, mais par un prêtre ordonné logeant au village, ce qui met fin au système d'une chapellenie finançant les études des enfants de ses patrons.
- Jean de La Grange[17]. Fils de François et d'Anne de Digoine. Docteur en droit. Procureur du Roi au siège secondaire du bailliage d'Autun sis à Montcenis (Saône-et-Loire) en 1587, il y possède une maison dans l'enceinte du château mais continue d'être domicilié à Molinot. Il se rend à deux reprises à Molinot (1590 et 1591) pour donner à son frère, homme d'armes de la compagnie de Monsieur de Tavannes, des informations sur les mouvements de troupes de la Ligue qui tiennent la cité d'Autun. A deux reprises, il est incarcéré par les Ligueurs et lourdement rançonné. Quand Autun est prise par l'armée d'Henri de Navarre, les vainqueurs contraignent le lieutenant général du bailliage de la ville à vendre sa charge à Jean de La Grange en 1594. Celui-ci, déjà mal en point financièrement, ne parviendra jamais à rétablir sa fortune et devra à son tour céder sa charge sous la pression de ses créanciers dijonnais en 1605. Il devient alors avocat et décède à Molinot en 1607 auprès de son frère Maximilien. Sa première épouse était la veuve de Claude Fabry, natif d'Argonne, diplômé de médecine de l'Université de Dole, installé à Dijon, astrologue plagiaire de Nostradamus. Sa seconde épouse, Jeanne Popin, ne parvient pas à enrayer la faillite qui touchera ses filles (Catherine et Jeanne) et ses gendres[18].
- Gilles Navetier. Né à Molinot en 1666, décédé en 1729. Issu d'une lignée de marchands de Beaune. Petit-fils de Jeanne de La Grange. Devient chirurgien et va s'établir par mariage en 1692 à Arthonnay dans le Tonnerrois. Actif, il est admoniateur du château de Meaulne où l'administration "rugueuse" de ses agents ne passe pas inaperçue. Pour autant, il n'enraye pas la déchéance du château où il fait sa résidence en qualité de fermier de la seigneurie.